# Nicetes II
Nicetes II Muntanes (en grec medieval Νικήτας Β΄ Μουντάνης) va ser patriarca de Constantinoble de l'any 1186 al 1189. Va succeir al deposat patriarca Basili II de Constantinoble.
Va ser nomenat patriarca per l'emperador Isaac II Àngel. Era ja molt ancià i va dimitir del seu càrrec l'any 1189.